# 卡维苏埃拉
卡维苏埃拉，是西班牙卡斯蒂利亚-莱昂阿维拉省的一个市镇。 总面积19km2, 总人口131人（2001年），人口密度7人/km2。